# Barkänger
Barkänger (Globicornis corticalis) är en skalbaggsart som först beskrevs av Eichhoff 1863.  Barkänger ingår i släktet Globicornis, och familjen ängrar. Enligt den svenska rödlistan är arten sårbar i Sverige. Arten förekommer i Götaland, Öland och Svealand. Artens livsmiljö är skogslandskap, jordbrukslandskap.